# Pentan-2-ona
La pentan-2-ona, anteriormente nombrada como 2-pentanona o metilpropilcetona, es una cetona líquida incolora con un olor similar al de la acetona. Su fórmula es C5H10O. A veces se utiliza en cantidades muy pequeñas como saborizante alimenticio.

## Compuestos relacionados
- Existen dos cetonas isómeras de la pentan-2-ona: la pentan-3-ona y la metilisopropilcetona.
- Otro isómero es el aldehído pentanal.
- Con un carbono menos, se tiene la butanona; con un carbono más se tienen las hexanonas.
- El alcano análogo es el pentano.